# Leutea petiolaris
Leutea petiolaris är en flockblommig växtart som först beskrevs av Dc., och fick sitt nu gällande namn av Pimenov. Leutea petiolaris ingår i släktet Leutea och familjen flockblommiga växter. Inga underarter finns listade i Catalogue of Life.